# Bohdalovice

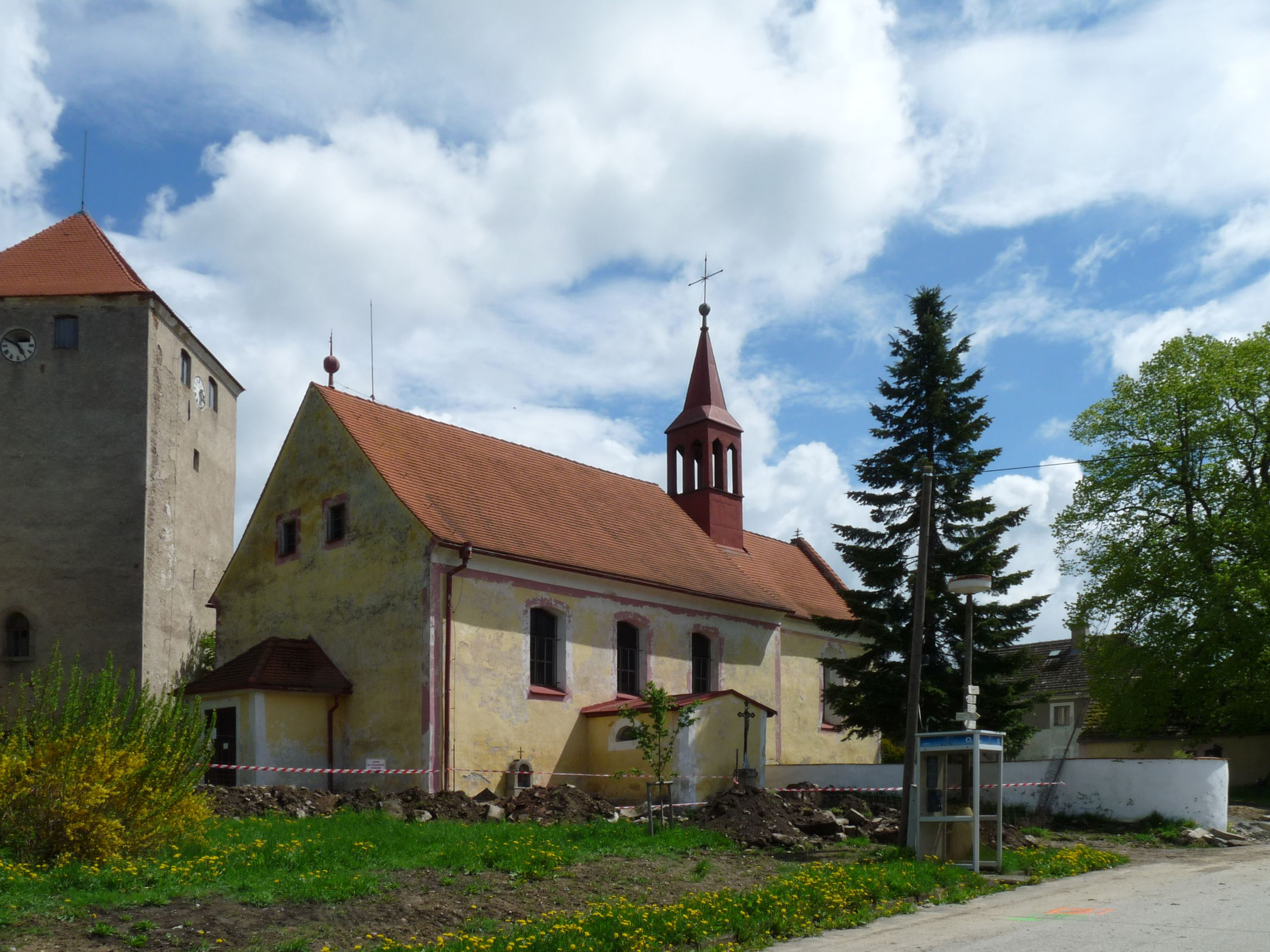
Slavkov

Bohdalovice, Duits: Podesdorf, is een gemeente in het zuiden van Tsjechië 29 km ten zuid westen van České Budějovice en 16 km van de grens met Oostenrijk. Er liggen zes dorpen in de gemeente: Bohdalovice, Kaliště, Slavkov, Slubice, Suš en Svéraz. De gemeente telde 293 inwoners in 2024.
Benešov nad Černou · Besednice · Bohdalovice · Brloh · Bujanov · Černá v Pošumaví · Český Krumlov · Dolní Dvořiště · Dolní Třebonín · Frymburk · Holubov · Horní Dvořiště · Horní Planá · Hořice na Šumavě · Chlumec · Chvalšiny · Kájov · Kaplice · Křemže · Lipno nad Vltavou · Loučovice · Malonty · Malšín · Mirkovice · Mojné · Netřebice · Nová Ves · Omlenice · Pohorská Ves · Polná na Šumavě · Přední Výtoň · Přídolí · Přísečná · Rožmberk nad Vltavou · Rožmitál na Šumavě · Soběnov · Srnín · Střítež · Světlík · Velešín · Větřní · Věžovatá Pláně · Vojenský újezd Boletice · Vyšší Brod · Zlatá Koruna · Zubčice · Zvíkov